# Gierłoski las
Gierłoski las – teren leśny, zlokalizowany 6 km na wschód od Kętrzyna a w latach 1437–1945 należący do tego miasta. Jego nazwa pochodzi od wsi Gierłoż. Od 1945 r. jest lasem państwowym, obecnie w administracji Nadleśnictwa Srokowo. W latach 1940–1944 na terenie tego lasu wybudowano Wilczy Szaniec, kwaterę główną Adolfa Hitlera.
Opis lasu w swoim  przewodniku pozostawił Mieczysław Orłowicz, który w 1913 r. podróżował po Mazurach koleją:
- opis lasu (w opisie Kętrzyna – niem. Rastemborka) „Miasto jest właścicielem 4800 morgów lasu w odległości 6-8 km, wśród niego leży kilka jezior oraz letnisko i miejsce wycieczkowe Gorlice”.
- opis lasu (przystanek na linii kolejowej Kętrzyn – Węgorzewo w lesie, poza wsią Gierłoż) „Gierłoż-Gorlice (niem. Görlitz, 7 km) przystanek kolejowy leży wśród dużych lasów gorlickich, które należą do miasta Rastemborka. Jest to ulubione miejsce wycieczkowe i letnisko mieszkańców Rastemborka – posiada kilka willi, pensjonatów i restauracji”.

W późniejszych opisach niemieckich w gierłoskim lesie znajdował się Kurhaus (dom kuracyjny usytuowany naprzeciw dworca kolejowego – ruina, na prawo od utwardzonej drogi przy wjeździe od strony Kętrzyna). Od Kurhausu prowadziła aleja spacerowa do uroczyska Rusałek (niem. Nixengrund – jeziorko o powierzchni 3,5 ha, które dzierżawił Heiz Kiaulehn. Przy jeziorku był pomost i kąpielisko. Obecnie jeziorko jest królestwem bobrów i żurawi. Dostęp do jeziorka jest utrudniony ze względu na zabagnienia spowodowane spiętrzeniem wody przez bobry.
Na zachodnim skraju lasu znajdują się dwa jeziora: Mój i Siercze.